# Wilhelm Fredrik Tersmeden
Wilhelm Fredrik Tersmeden, född den 31 juli 1802 på Skällnora kungsgård, död den 4 maj 1879 på Österbybruks herrgård, var en svensk friherre, brukspatron, politiker och finansman. Han var son till generalmajoren, friherre Fredrik Tersmeden och dennes hustru, friherrinnan Marie Stanislas Josephine Sparre.

## Uppväxt och militär karriär
Tersmeden blev 1817 student vid Uppsala universitet och studerade därefter där ett par år. Han blev faderlös 1819. Året därpå, 1820, inskrevs han som kornett vid Livregementets dragonkår, vari han 1823 blev löjtnant och fungerade samma år som ordonnansofficer hos Karl XIV Johan. När han 1830 tog avsked hade han avancerat till ryttmästare och skvadronchef.

## Som bruksägare
Redan under sin tid i det militära hade Wilhelm Fredrik Tersmeden börjat ägna sig åt skötseln av sina bruks- och lantegendomar, Ströms och Franshammars bruk i Hälsingland, och invaldes blott 27 år gammal som fullmäktig i Jernkontoret 1829 för att sex år senare bli dess ordförande. Tersmeden var vid denna tid bosatt med sin familj på Finstaholm.
År 1842 övertog Tersmeden Ramnäs bruk efter sin barnlöse farbror Per Reinhold Tersmeden och bosatte sig från 1844 där. Som brukspatron på Ramnäs införde Tersmeden där den nya lancashireprocessen för tillverkning av smidesjärn. 1867–1868 lät han inrätta ett valsverk (samägt med Larsbo bruk, från 1874 Larsbo-Norn AB), vilket på 1870-talet var Sveriges största stångjärnsproducent. Tillsammans med sonen Fabian (vilken 1870 övertagit den löpande driften av Ramnäs) förvärvade Wilhelm Fredrik Tersmeden också det intilliggande Seglingsbergs bruk 1874. Samma år omvandlade han familjeegendomen Ramnäs till aktiebolag. Nästan samtliga aktier förblev dock i släkten Tersmedens ägo.

## Politiska uppdrag
Som huvudman för den friherrliga grenen av ätten Tersmeden bevistade Wilhelm Fredrik Tersmeden ett stort antal ståndsriksdagar åren 1828–1866 och efter representationsreformen (vilken han ivrigt stöttat, bland annat från 1846 som ledamot av kommittén för representationens ombildning) satt han som ledamot av  första kammaren för Västmanlands län 1867–1874. Han var som riksdagsman ledamot av statsutskottet 1834–1835 och 1844–1845 (samt dess ordförande 1847–1848 och 1856–1858), ledamot av konstitutionsutskottet 1840–1841, 1862–1863, 1872 och 1873, ledamot av hemligt utskott 1840, 1848 och 1853 och ordförande i bankoutskottet 1850–1851, 1853–1854, 1859–1860 samt 1867–1868. På Riddarhuset tillhörde han den frisinnade gruppen och medverkade till att genomföra flera reformer. Vid Oscar I:s trontillträde erbjöds han att inträda i regeringen men avböjde.
Tersmeden var en ofta anlitad förtroendeman i offentliga uppdrag. Han blev således 1844 ordförande i direktionen för Strömsholms kanal, 1856 ordförande i Riksgäldskontorets fullmäktige, 1858 ordförande i finanskommittén och var 1861–1875 ordförande i den genom samma kommitté föranledda Allmänna hypoteksbankens styrelse. Sedan 1863 var han ledamot av och 1869–1873 ordförande i Västmanlands läns landsting och sedan 1869 ordförande i samma läns hushållningssällskap. Han blev 1859 hedersledamot av Lantbruksakademien och erhöll såväl kommendörsvärdigheten av Vasaorden som riddartecknet av Nordstjärneorden.

## Familj
Wilhelm Fredrik Tersmeden gifte sig 1825 med sin kusin Jacquette Tersmeden (1801–1872), dotter till ryttmästare Herman Adolf Tersmeden på Hessle och därmed kusin även till Jacob Nils Tersmeden. Paret fick åtta barn, utöver den ovannämnde Fabian Tersmeden (1833–1876) bland annat sonen Adolf Tersmeden, vilken tog över driften av Ramnäs efter fadern, samt dottern Ebba, gift med överståthållaren Claës Gustaf Adolf Tamm.